# Nebovidy (Boêmia Central)
Nebovidy é uma comuna checa localizada na região da Boêmia Central, distrito de Kolín.